# Айгельштайнские ворота

Айгельштайнские ворота в XIII веке (реконструкция)

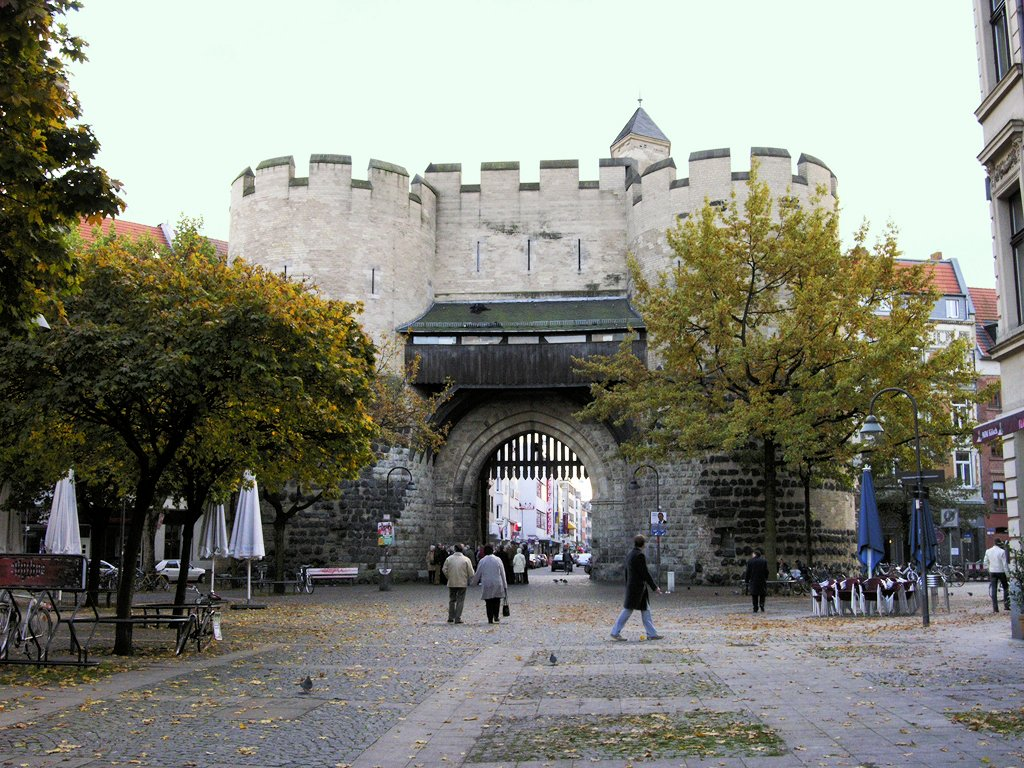
Современный вид с северной (внешней) стороны

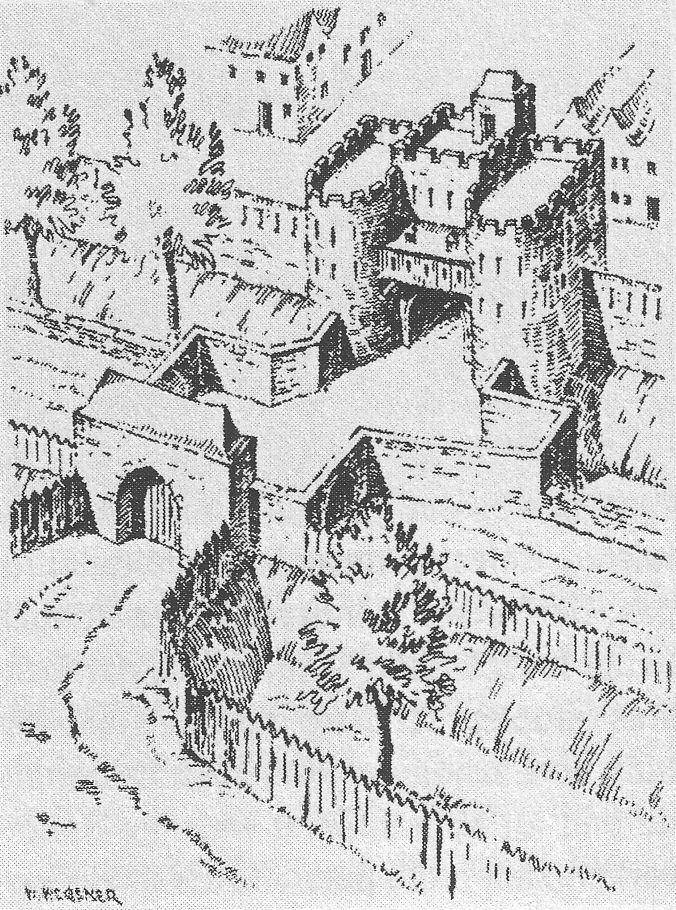
Айгельштайнские ворота на карте Арнольда Меркатора (1571 год)

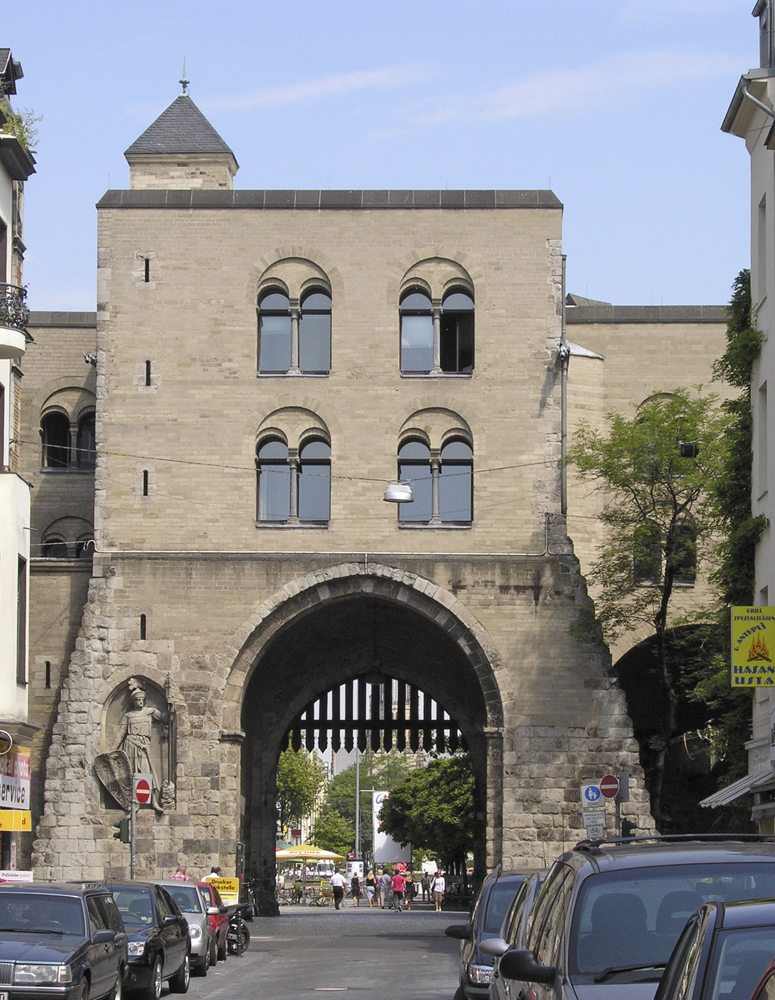
Современный вид с южной (внутренней) стороны

Айгельштайнские ворота (нем. Eigelsteintorburg) — северные ворота кёльнской средневековой городской стены (de:Festungsring Köln) (федеральная земля Северный Рейн — Вестфалия).

Ворота расположены на пересечении улиц Eigelstein, Lübeckerstraße и Greesbergstraße в северной части старого города (de:Köln-Altstadt-Nord). Вместе с воротами Hahnentorburg, воротами Святого Северина и Улрепфортом являются наиболее хорошо сохранившимися частями средневековой оборонительной стены Кёльна и позволяют в полной мере судить о её фортификационной мощи. Айгельштайнские ворота являются одной из наиболее посещаемых достопримечательностей Кёльна.

Точное происхождение названия ворот неизвестно. Существует версия, что название происходит от латинского слова Aquila — орёл, но достоверность этого предположения до сих пор не подтверждена.

Сооружены ворота были между 1228 и 1248 годами и служили главным въездом в город по пути из Нойса.

Вечером 13 сентября 1804 года через эти ворота в Кёльн въехал император Наполеон Бонапарт со своей супругой Жозефиной Богарне.

После сноса городских стен Кёльна Айгельштайнские ворота были сохранены и в 1889—1892 годах были восстановлены архитектором Йозефом Штюббеном после чего в них разместился музей естественной истории. С 1898 года в воротах разместился филиал находящегося в воротах Hahnentorburg исторического музея.

Во время массовых бомбардировок Кёльна британской авиацией Айгельштайнские ворота сохранились и избежали существенных повреждений. 21 марта 1946 года в здании ворот открылась первая в послевоенном Кёльне выставка «Шедевры кёльнских музеев». Ворота использовались для размещения выставочных экспозиций до сентября 1963 года.

С 1995 года в помещении ворот размещается «Школа джаза».

С 1977 года возле Айгельштайнские ворот проводятся ежегодные 2-км мотогонки.